# Elacatinus randalli
Elacatinus randalli és una espècie de peix de la família dels gòbids i de l'ordre dels perciformes.

## Morfologia
Els mascles poden assolir els 4,6 cm de longitud total.

## Distribució geogràfica
Es troba des de Puerto Rico i les Petites Antilles fins a Curaçao i Veneçuela.